# Fight Fire with Fire (Kansas)
Fight Fire with Fire è un singolo della rock band Kansas pubblicato nel 1983. È incluso nell'album Drastic Measures.

## Struttura
La canzone inizia con una lenta introduzione, in netto contrasto con i ritmi frenetici del brano, che parlando di una storia d'amore conclusa, allude metaforicamente al senso della vita e ai problemi esistenziali.

## Video musicale
Il video musicale rappresenta, tra la band che suona la canzone, una casa in fiamme con dentro un uomo che tenta la fuga.

## Formazione

### Formazione ufficiale
- John Elefante — voce, pianoforte
- Kerry Livgren — chitarra
- warren Ham — tastiera, voce
- Rich Williams — chitarra
- Dave Hope — basso
- Phil Ehart — batteria